# Mukačevo
Mukačevo (ukrajinsky Мукачево, maďarsky Munkács, rusínsky Мукачово) je město ležící v údolí řeky Latorica v Zakarpatské oblasti na západě Ukrajiny. Mukačevo je administrativním centrem okresu Mukačevo. Do července 2020 tvořilo samostatnou správní jednotku – Mukačevskou městskou radu. Leží v blízkosti hranic čtyř sousedních zemí: Polska, Slovenska, Maďarska a Rumunska. V současnosti zde žije asi 86 000 obyvatel (odhad z roku 2021).
Je zde sídlo Městské komunity Mukačevo, která má 110 511 obyvatel (2020).
Město je dnes železniční stanicí a silničním uzlem; ve městě funguje pivní, vinařský, tabákový, potravinářský, textilní, dřevařský a nábytkářský průmysl.
Mukačevo je tradiční baštou rusínštiny a oficiálně se uvádí, že v Mukačevu žije 77,1 % etnických Ukrajinců, dále zde žijí významné menšiny Rusů (9,0 %), Maďarů (8,5 %), Němců (1,9 %) a Rumunů (1,4 %).
Mezi lety 1919 a 1938 bylo součástí Československa, předtím patřilo k Uhrám, po druhé světové válce bylo připojeno k sovětské Ukrajině.

## Název
Pravděpodobně se jedná o název odvozený od maďarského příjmení "Muncas" - munkás (dělník/pracovník), které se později transformovalo na Munkács, zatímco jiná verze poukazuje na to, že název obsahuje praslovanský kořen "Muka", což znamená (mouka). Dnes existuje mnoho různých způsobů nazírání na jméno Mukačevo.
Dne 23. května 2017 ukrajinský parlament oficiálně přejmenoval Mukačeve (Мукачеве) na Mukačevo (Мукачево), rok poté, co o přejmenování rozhodla městská rada. Dříve se v ukrajinštině obvykle psalo jako Mukačeve, přičemž se někdy používalo i jméno Мукачів (Mukačiv). Někteří ukrajinští lingvisté však název Mukačeve vnímají i nadále za správný. Někteří lidé vnímají název s písmenem -o na konci jako rusismus. Oba názvy se v ukrajinském jazyce odlišně skloňují.
Rusínsky se nazývá Мукачово, česky i slovensky Mukačevo.
Ruský název města je Мукачево (Mukačevo), což je také ruská transliterace jména. Další názvy jsou maďarsky Munkács; rumunsky Munceag; polsky Mukaczewo; německy Munkatsch; v jidiš מונקאטש‎.

## Přírodní poměry

### Podnebí a vodstvo

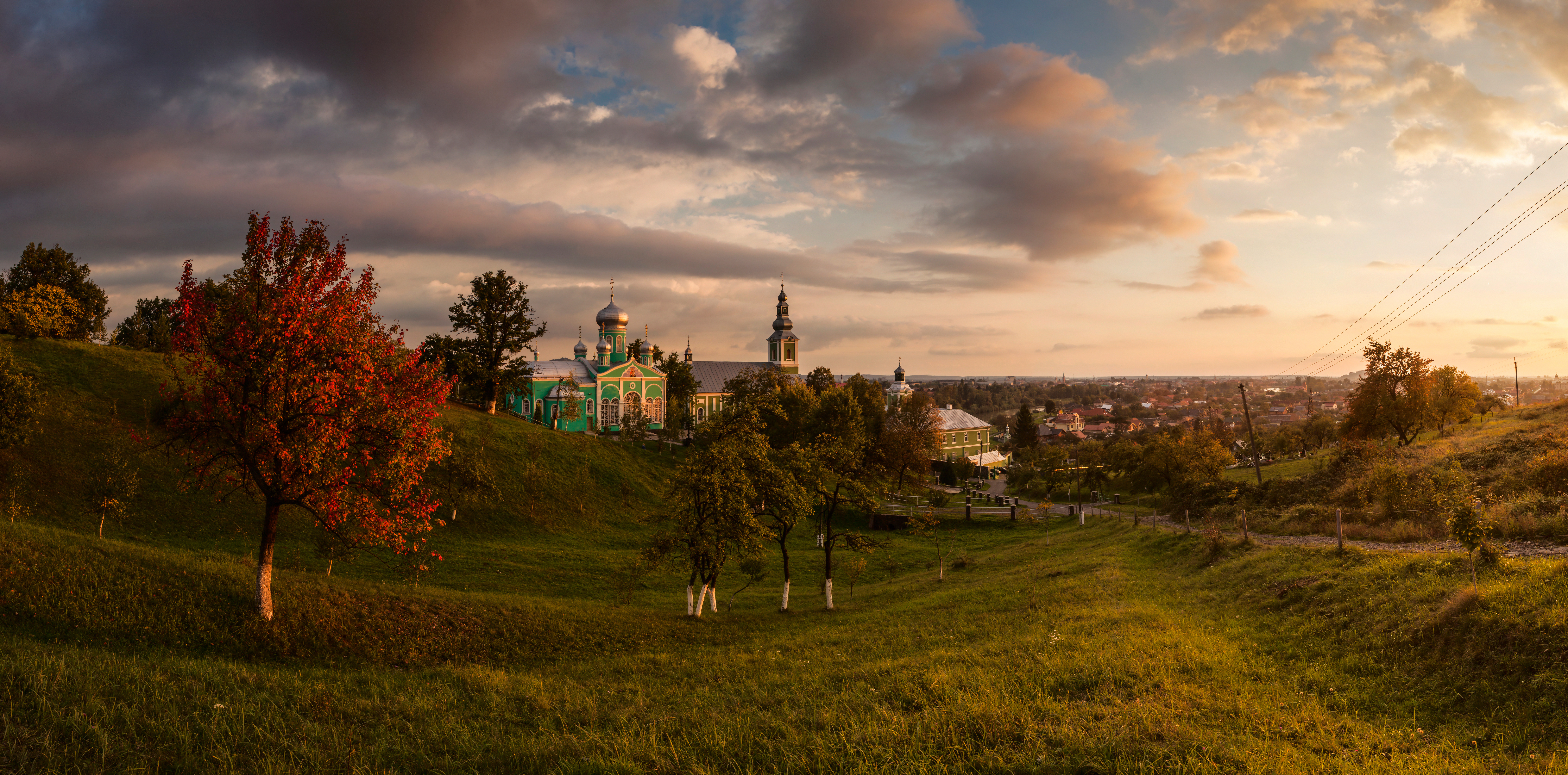
Monastýr u města.

Léta jsou velmi teplá (průměrně 23 až 25 °C v červenci) a zimy chladné (–3 až -4 °C v lednu). Lednové teploty ale mohou vystoupat i k 10 °C. Podzim je většinou suchý a mírný. Duben je nejdeštivější měsíc s častými srážkami.
Městem protéká již zmíněná řeka Latorica západo-východním směrem, dělí jej na dvě části. Střed Mukačeva leží v části jižní. Řeka zde vytváří několik menších nepřístupných ostrovů. Koryto je víceméně neregulované. Až na potok Koropeckyj v Mukačevu nepřibírá žádné větší přítoky.

### Flora a fauna
V Město Mukačevo je ze severovýchodní strany obklopeno lesy, podhůřím Karpat. Žijí zde divočáci, jelen lesní, srnec obecný, želva bahenní, úhoř evropský, mlok skvrnitý, žába zelená,. Vyskytují se zde prvky stepní, peptické a vysokohorské fauny (rejsek alpský, hraboš sněžný, čolek alpský). Je zde také mnoho karpatských endemitů (veverka karpatská, čolek karpatský). V Karpatech se aklimatizují nové druhy: ondatra pižmová, psík mývalovitý, omul bajkalský, pstruh aj.
Z hlediska flóry se kromě rozsáhlých lesů nacházejí i menší ostrovy zeleně v samotném městě. Zalesněný je například vrchol Lovačka na okraji města. V centru města stojí dva parky: Původní Gorkého park a Centrální park, oba dva leží při břehu řeky Latorica.

## Historie

### Raná historie
Archeologické vykopávky naznačují, že rané osídlení zde existovalo již před středověkem. Například mezi vrcholy Halič a Lovačka bylo nalezeno keltské oppidum a středisko kovovýroby, které existovalo ve 3. až 1. století př. n. l. Na kopci Tupča bylo nalezeno thrácké hradiště z doby železné (10. století př. n. l.). Kolem 1. století oblast obsadili Karpové, kteří z oblasti vytlačili místní Kelty. Slované oblast osídlili v 6. století.

### Maďarská nadvláda
V 9. století byla oblast vazalským územím Velké Moravy (kníže Laborec). V roce 895 vstoupily maďarské kmeny do Panonské pánve přes Verecký průsmyk, asi 60 km severně od dnešního Mukačeva. V 10. až 11. stol. se město nacházelo zřejmě v hraničních oblastech Kyjevské Rusi. 
Ve 13. století přišli do Mukačeva, stejně jako do dalších odlehlejších měst tehdejších Uher, němečtí kolonisté.
V průběhu 15. století město vzkvétalo a stalo se významným řemeslnickým a obchodním centrem regionu. V roce 1445 přijalo Magdeburské právo.

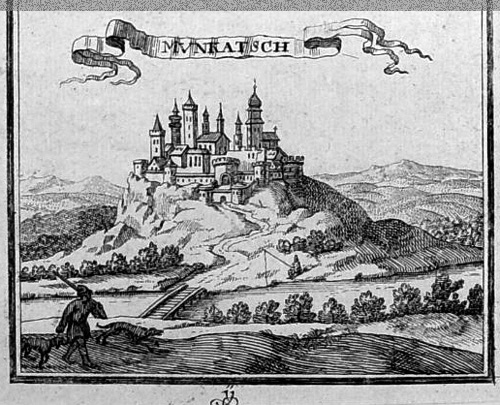
Hrad Palanok na kresbě ze 17. století.

V 16. století Mukačevo přešlo (v souvislosti s postupem tureckých vojsk do centrálních Uher) do vlastnictví Sedmihradského knížectví. V roce 1687 začalo v Mukačevu protihabsburské povstání Imricha Thökölye, rakouské vojsko dlouhý čas hrad Palanok obléhalo.
Region hrál také důležitou roli v Rákócziho povstání.

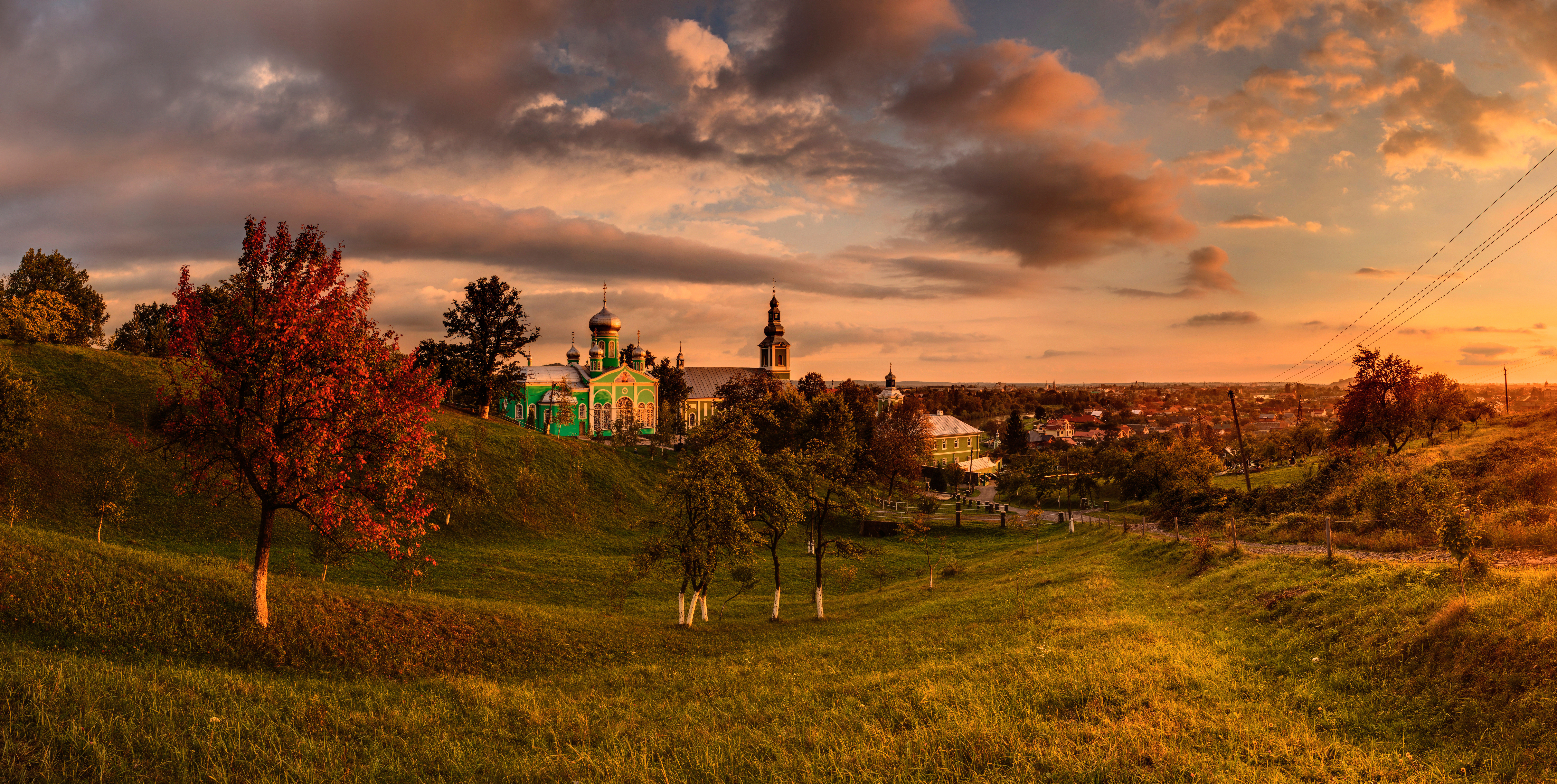
Klášter svatého Mikuláše (1772-1806)

### Rakouská kontrola a povstání
Po porážce Františka II. Rákocziho se město v polovině 18. století dostalo pod rakouskou kontrolu jako součást Uherského království a stalo se klíčovou pevností Habsburské monarchie. Císař Karel VI. v roce 1726 udělil hrad Palanok s Mukačevem Lotarovi Františkovi ze Schönbornu. Ti se zasloužili o rozšíření města. 
V roce 1886 byla zavedena do Mukačeva železnice a město velmi rychle získalo spojení s Budapeští, Košicemi a Lvovem. To sice umožnilo jistý ekonomický vzestup, i přesto však (a spíše z okolního venkova) v závěru 19. století odcházelo stále více obyvatel do větších měst a nebo do Ameriky. Na konci 19. století bylo Mukačevo sice jedním z větších měst regionu, i tak zde stálo jen méně zděných domů a většina prostého obyvatelstva bydlela ve dřevěných domech, mnohdy se slámovými střechami. Roku 1882 tu vznikla dívčí škola,  gymnázium bylo postaveno již roku 1868.
Podle posledního rakousko-uherského sčítání lidu v roce 1910 se 12 686 (73,44 %) ze 17 275 obyvatel hlásilo k maďarské národnosti, 3 078 (17,82 %) k Němcům a 1 394 (8,07 %) se deklarovalo jako Rusíni. Z hlediska náboženství bylo 7 675 lidí (44,43 %) židovského vyznání, 4 081 lidí (23,62 %) řeckých katolíků, 3 526 lidí (20,41 %) římských katolíků, 1 771 lidí (10,25 %) příslušníků reformované církve a 190 lidí (1,1 %) byl se přihlásilo k luteránství.

### Moderní doba
Poté, co se v roce 1919 američtí Rusíni dohodli s Tomášem Garriguem Masarykem na připojení Podkarpatské Rusi k Československu, byla celá Podkarpatská Rus obsazena československými vojsky. Dne 4. června 1920 se Mukačevo na základě Trianonské smlouvy oficiálně stalo součástí Československa. Od 15. října 1921 se stalo centrem Berežšké župy. V této době mělo Mukačevo 20 794 obyvatel a bylo tak největším městem Podkarpatské Rusi (dnešní oblastní metropole Užhorod měla jen o několik set obyvatel méně). 
V roce 1930 zde žilo 26 102 obyvatel, z toho 8 969 Židů, 6 476 Rusínů, 5 561 Maďarů, 2 664 Čechů a Slováků, zbytek obyvatel byl jiných národností. Ve volbách zde byla velmi silně zastoupena komunistická strana, která například jen v roce 1935 získala v Mukačevu 27,43 % hlasů.
V Mukačevu byla po celou dobu jeho příslušnosti k první Československé republice přítomna československá armáda. Té sloužil historický hrad Palanok, protože však kapacitně nedostačoval, byly v jeho blízkosti zřízeny také kasárna.

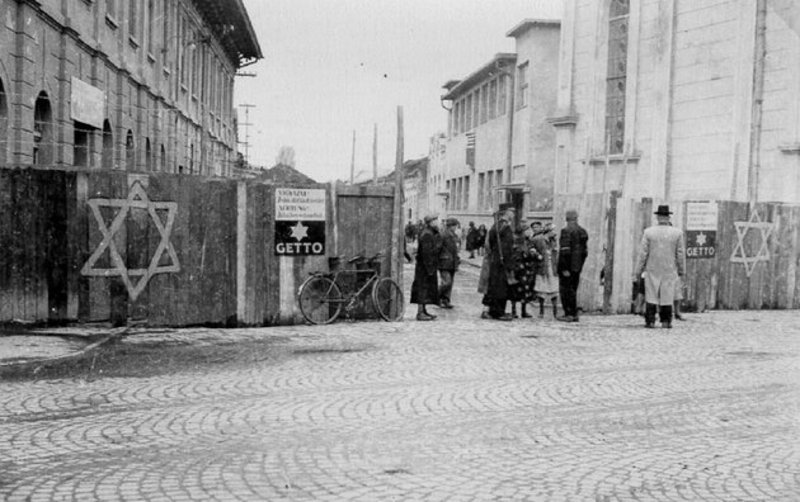
Brána mukačevského ghetta.

V listopadu 1938 byla část území bývalého Maďarského království v rámci první vídeňské arbitráže znovu připojena k Maďarsku. Týkalo se to samotného města a čtrnácti dalších obcí mukačevského okresu. V roce 1939 proběhl ozbrojený střet mezi československými a maďarskými jednotkami o předměstí Mukačeva Rozvehovo. 
Nové úřady bez prodlení vydaly nařízení o vyhoštění všech Židů bez maďarského občanství. Během druhé světové války existovalo v Mukačevu ghetto, kam byli Židé nahnáni.
Přesto v Mukačevu stále žila významná část židovského obyvatelstva, dokud nebyli v roce 1944 všichni Židé německým nacistickým komandem Adolfa Eichmanna deportováni do Osvětimi. Byli poslední židovskou komunitou v Evropě, která podlehla holocaustu.

### Období let 1944 až 1991
Mukačevo bylo osvobozeno dne 26. října 1944, ve stejný den jako Chust. Dne 26. listopadu 1944 se v kině Vítězství (ukrajinsky Перемога) v Mukačevu konal 1. sjezd lidových výborů, na kterém byl přijat Manifest o sjednocení Zakarpatské Ukrajiny se sovětskou Ukrajinou.
V letech 1944–1945 město bylo nakrátko pod správou československé vlády. Ta již měla ale dočasný charakter, neboť se připravovalo předání oblasti Sovětskému svazu, k čemuž také v následujícím roce došlo. Na podzim roku 1944 byla v Mukačevu založena Komunistická strana Zakarpatské Ukrajiny. Město tak patřilo v letech 1945–1991 bylo součást Svazu sovětských socialistických republik jakožto Zakarpatská oblast, od roku 1946 součástí Ukrajinské SSR. 
Během čtyřiceti pěti let existence Mukačeva v rámci SSSR bylo město dále industrializováno (např. v roce 1963 zde byl vybudován nový závod na výrobu nábytku) a na jeho okrajích vznikla nová panelová sídliště, např. Rosvyhovo. 
V roce 1969 byla na základě směrnice Generálního štábu ozbrojených sil SSSR pod Ministerstvem výstavby a provozu silnic Ukrajinské SSR zformována v Mukačevu 60. samostatná brigáda silničního stavitelství pro stavbu silnic a mostů. Ta následně budovala řadu silnic v okolí města a především v horském terénu Karpat.

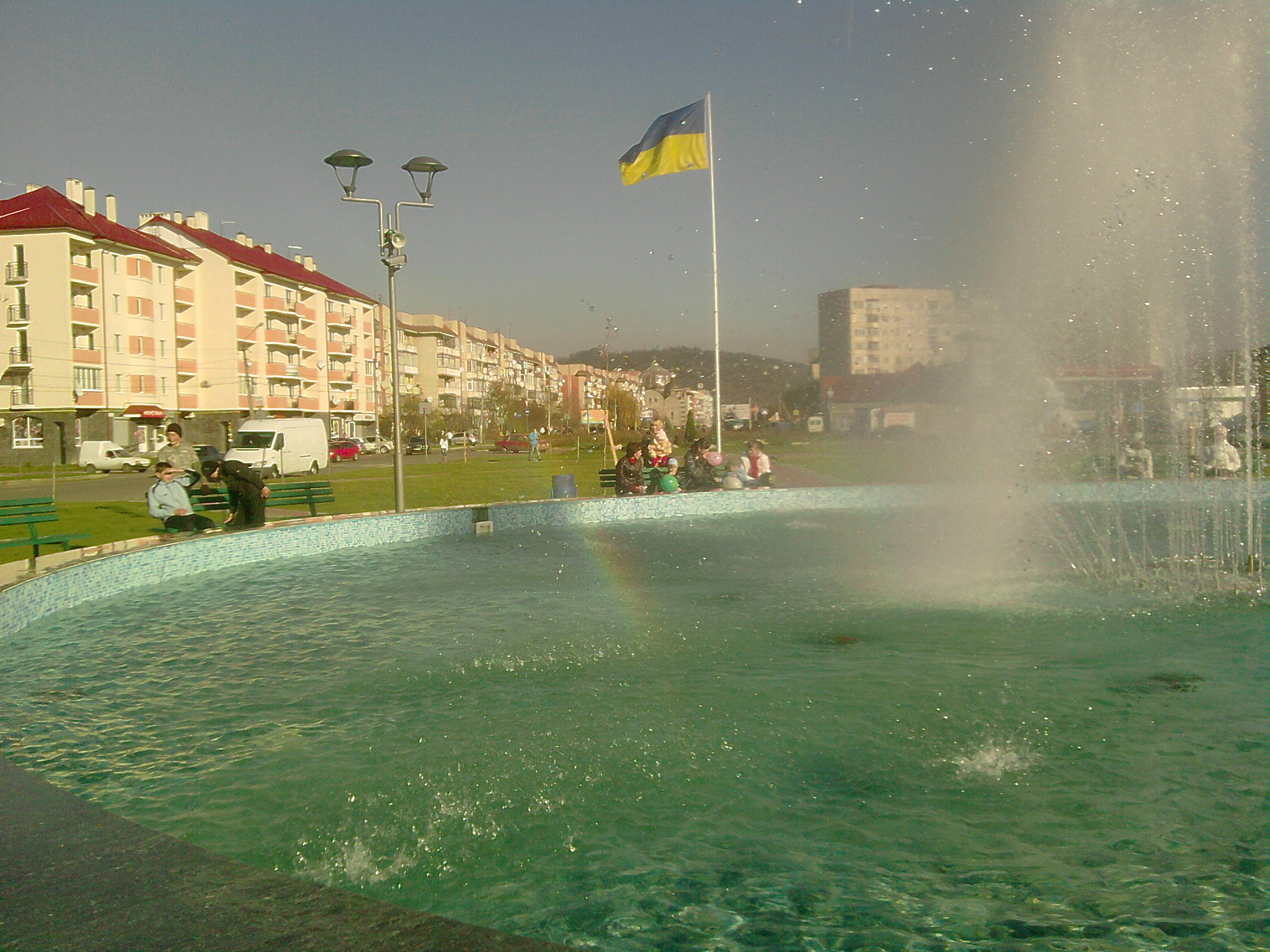
Hudební fontána v Mukačevu v roce 2010.

Od r. 1991 do současnosti patří Ukrajině, administrativně spadá do Zakarpatské oblasti.
V souvislosti s válkou v roce 2022 byl v Mukačevu demontován památník v podobě tanku Sovětské armády. Vzhledem k příchodu uprchlíků z konfliktu zde byly s českou pomocí postaveny modulární domy.

## Obyvatelstvo

### Struktura obyvatelstva
V roce 1989 v Mukačevu žilo 85 000 obyvatel, při sčítání roku 2001 byl zjištěn počet 82 346 obyvatel, údaje z roku 2004 počet obyvatel uvádí číslo 77 300. V roce počet obyvatel stanovil 85 892. Z etnického hlediska je město obýváno především Ukrajinci, případně Rusíny (nejsou na Ukrajině uznáváni jako samostatná menšina), dále je zde relativně četná maďarská minorita, ve městě žije též několik stovek Židů, Němců a Romů.
V roce 2016 se zde narodilo 995 lidí a zemřelo 1071. Trend vývoje počtu obyvatel je zde dlouhodobě negativní, tj. počet obyvatel Mukačeva klesá.
Vzhledem k válce na Ukrajině došlo k dramatickému nárůstu počtu obyvatel Mukačeva. Počet obyvatel se zvýšil o vnitřně vysídlené (z jiných částí Ukrajiny) o 39 tisíc lidí. Ke květnu 2023 poklesl na 17 tisíc.

### Náboženský život
Mukačevo je historicky centrem pravoslavné eparchie.

### Místní části
Město se dělí na několik mikrorajonů: Rosvyhovo, centrum, Dosi, Pentagon, Čerjomuški, Pidhorno, Palanok, Borok-telep a Gid.

### Zastupitelstvo a starosta
Město má v čele starostu, kterým je Andrij Baloha. Zastupitelstvo má celkem 35 členů. Ve volbách do místního zastupitelstva se volilo naposledy ve čtyřech volebních obvodech.

### Znak a vlajka
Znak města zobrazuje svatého Martina s pro ním typickými prvky. Vyvedení štítu v modré a žluté barvě odpovídá vlajce města.
Vlajka města je ve žluté barvě s pruhem připomínajícím rubáš svatého Martina. Vlajku doplňují plaménky v ukrajinských barvách modré a žluté.

## Hospodářství

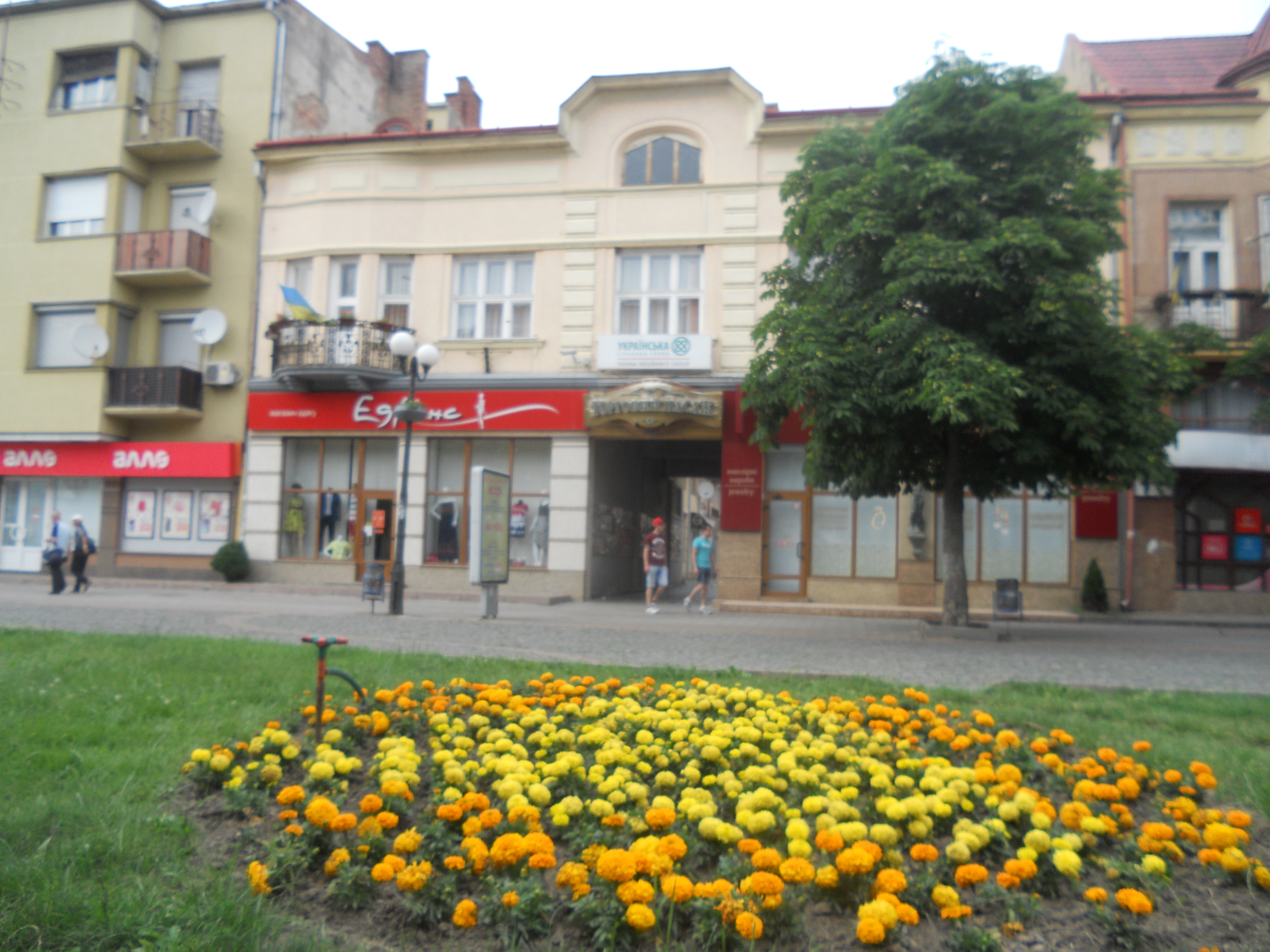
Dům ve středu města.

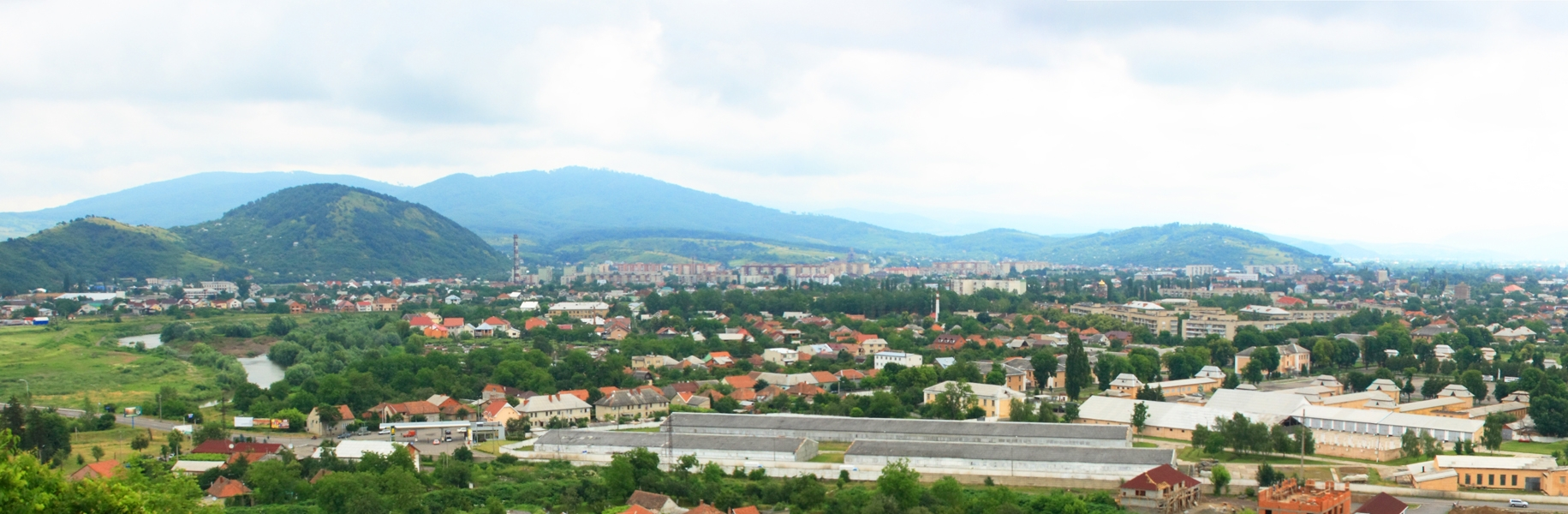
Panorama města s průmyslovými areály v popředí.

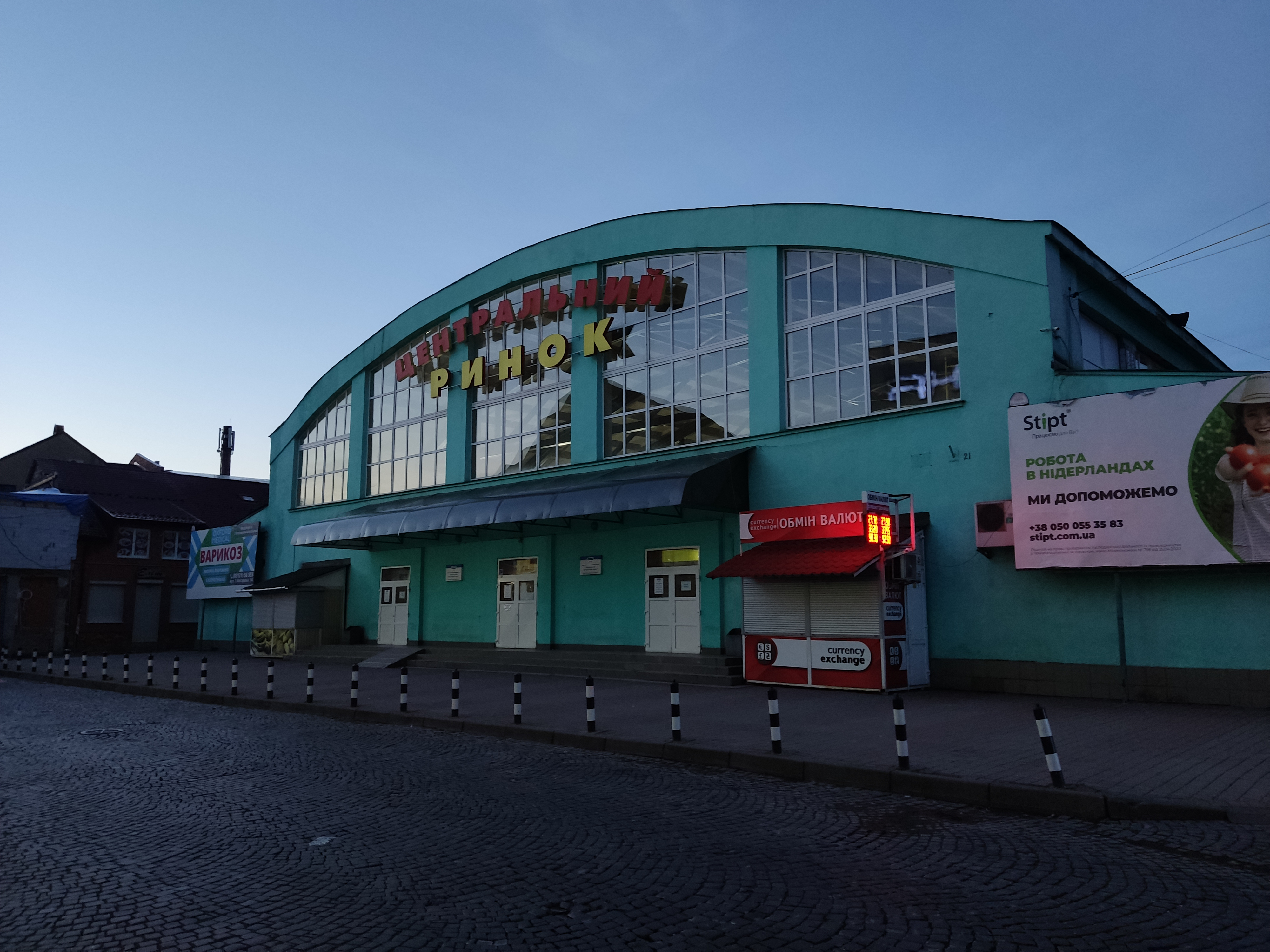
Krytá tržnice.

V roce 2016 činila průměrná mzda v Mukačevu 3604 hřiven.

### Zemědělství
Okolí Mukačeva směrem na jih a na západ je intenzivně zemědělsky využíváno. Na místním Červeném kopci se v minulosti pěstoval čaj.

### Průmysl
Po rozdělení Sovětského svazu a vzniku samostatné Ukrajiny řada podniků a továren, zejména obranného průmyslu, zkrachovala a dnes tyto závody chátrají nebo již zanikly. V důsledku růstu nezaměstnanosti ve městě a jeho okolí část práceschopného obyvatelstva odjíždí za prací jinam na Ukrajině nebo do zahraničí, např. do Česka.
V současnosti je průmyslová výroba zastoupena především potravinářstvím (pivovar, produkce tabáku a vína), textilnictvím, zpracováním dřeva a nábytkářstvím. Výroba lyží a hokejek (továrna firmy Fischer Sports s rakouskými investicemi) patří k jedním z hlavních ve městě, existovala již v době SSSR (tehdy se jednalo o dodávky lyží sovětským sportovcům). Podnik Točprylad vyrábí komponenty pro letecký a jiný průmysl – kontrolní systémy, motory, přístroje, generátory, transformátory. Nachází se zde také závod společnosti Flextronic.

### Služby
V centru města stojí krytá tržnice a v její blízkosti také obchodní centrum. Díky dobré geografické poloze na silničním a železničním rozcestí se ve městě také daří velkoobchodu a maloobchodu, a to především kvůli holdingu Barva a stálému trhu Gid, které jsou pod kontrolou ukrajinského podnikatele a politika Viktora Balohy.

### Turistika
Především díky blízkému hradu Palanok, ženskému klášteru a tradičnímu festivalu domácích vín, který se koná pravidelně v lednu, se začala rozvíjet turistika. Město je navštěvováno turisty rovněž jako zastávka na trase do Karpat. Město plánuje vybudovat turistické centrum.

## Doprava

### Silniční doprava
Mukačevem prochází hlavní silniční tahy v Zakarpatské oblasti. Hlavní silnice vedou do Užhorodu (M-06), Berehova (M-24), Čopu (M-24). Město má silniční obchvat ze severní (u sídliště Rosvyhovo) a západní strany (u hradu Palanok) a částečně i ze strany jižní u průmyslové zóny.
V Mukačevu se nachází celkem tři mosty: Palankovský most (pro silniční obchvat), Centrální most a Dopravní most.

### Železniční doprava

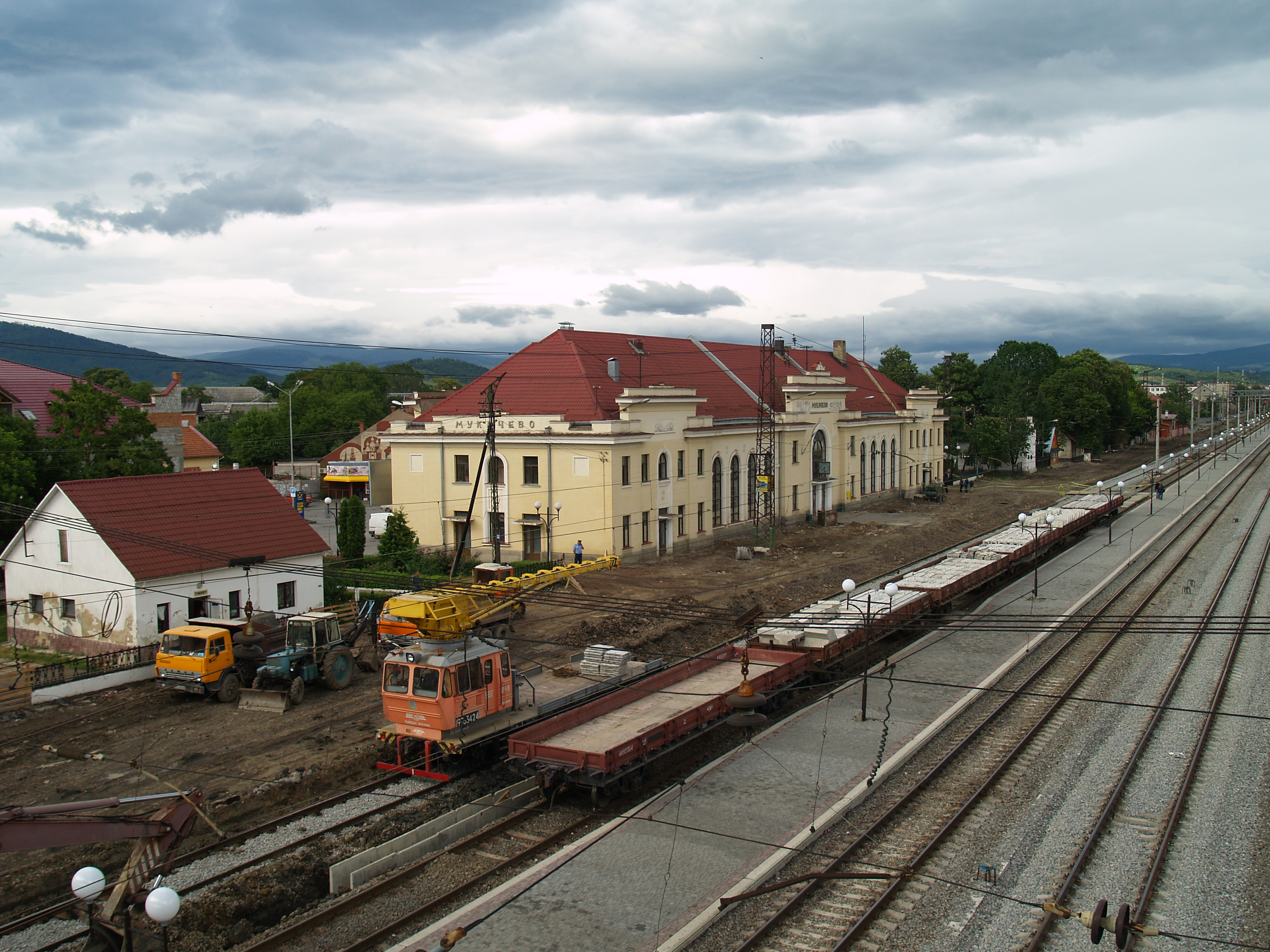
Železniční stanice v Mukačevu.

Mukačevo se nachází na 225. kilometru železniční trati Lvov – Stryj – Čop, zastavují se zde všechny dálkové vlaky do Kyjeva, Záporoží, Oděsy a dalších měst. Ve směru na západ pokračuji směrem na Baťovo, Solotvino, Čop a jeden spoj vede přes Budapešť do Vídně. Příměstská doprava funguje východním směrem do stanic Lavočne, Stryj, Lvov, v západním směru - do stanic Užhorod, a dále Volosjanka, Sjanky. Kromě hlavního nádraží stojí ve městě, na jeho východním okraji, ještě také stanice Mukachevo-Prylad. Na západním okraji potom existuje velké seřaďovací nádraží. Průmyslové oblasti okolo trati jsou napojeny na železnici početnými vlečkami.
Ve stanici Mukačevo - Západ vzdálené cca 500 m od hlavního nádraží jsou provozovány vlaky na evropském rozchodu kolejí 1435 mm, zejména do Budapešti а Košic.

### Vodní doprava
Městem neprocházejí žádné splavné vodní toky.

### Letecká doprava
Jižně od města se rozkládá bývalé vojenské letiště.[zdroj?] Během studené války zde byla Mukačevská letecká základna a radarová stanice. V roce 2020 plánovala ukrajinská vláda vybudovat v Mukačevu nové letiště, které by mělo představovat vstupní bránu do celého Zakarpatí z centrální Ukrajiny. Projekt nebyl kvůli válce uskutečněn.

### Městská doprava
Městskou dopravu zde zajišťují pouze autobusy. Moderní autobusová síť byla spuštěna v roce 2020. Město má vlastní autobusové nádraží, stojící mimo blízkosti stanice železniční.

## Společnost

### Školství

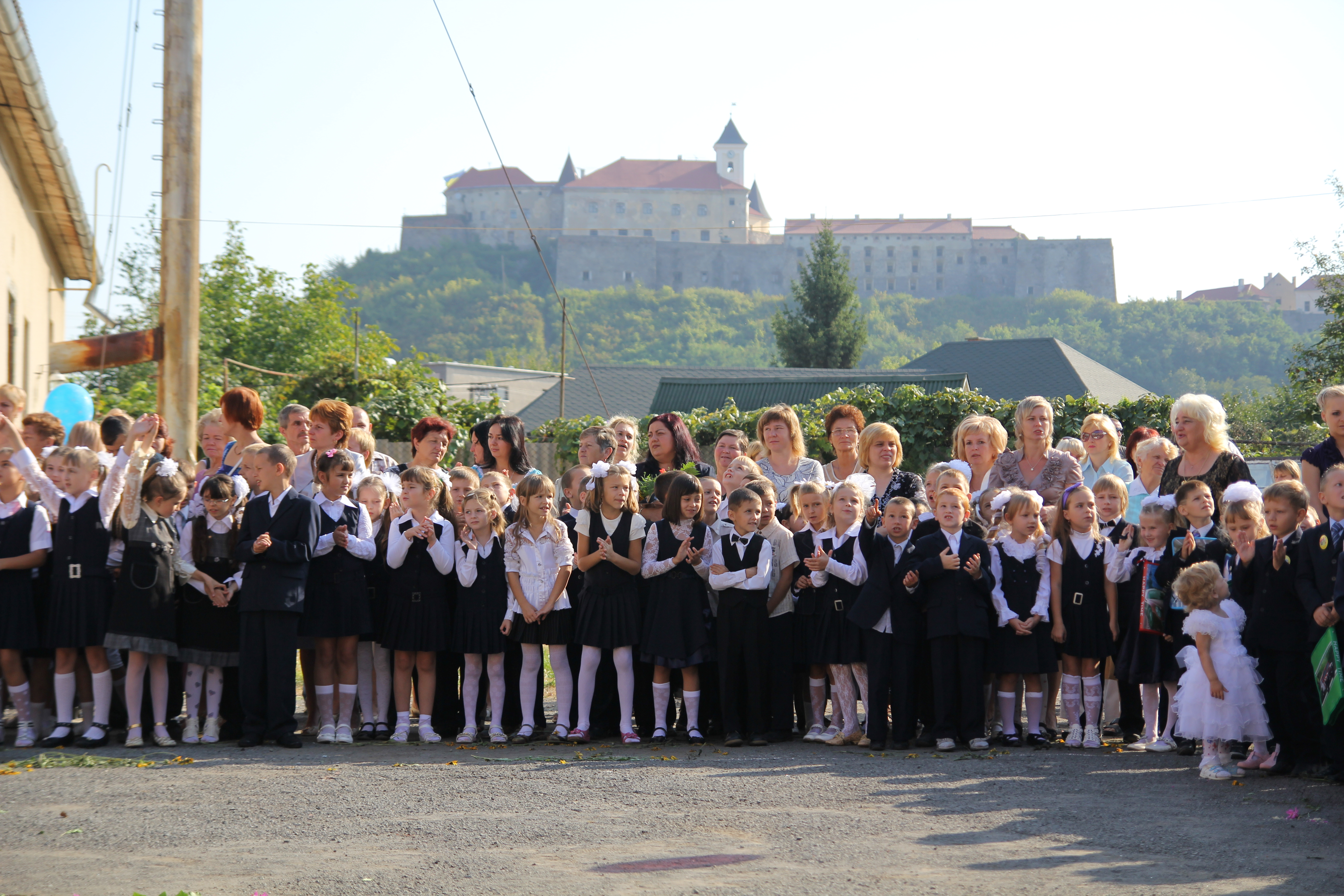
Žáci základní školy, v pozadí hrad Palanok.

V Mukačevu se nachází 13 základních škol a gymnázium. Existuje tu sportovní škola, která získala velmi dobré hodnocení v rámci celé Zakarpatské oblasti.
Vysoké školství reprezentuje Vysoká škola pedagogická v Mukačevu (od roku 1914), Mukačevský institut Karpatské univerzity pojmenovaný po Vasylu Štefanikovi, Mukačevský technologický institut (od roku 1995), Mukačevský institut umění. Od roku 2008 se Mukačevská pedagogická škola a Mukačevský technologický institut sloučily do Mukačevské státní univerzity.

### Zdravotnictví
V Mukačevu se nachází celkem tři nemocnice; hlavní, dětská a vojenská. Jedna z nich nese název podle svatého Martina.

### Sport
V Mukačevu se nachází sportovní centrum v severovýchodní části města nedaleko sportovní školy (DJUSŠ/ДЮСШ). Poblíž nich stojí ještě akvapark s názvem Karpaty. Celkem jsou ve městě evidovány čtyři stadiony.
Místní fotbalový tým nese název Avanthard (ukrajinsky Авангард) a má vlastní hřiště v blízkosti řeky Latorici. V jeho blízkosti potom existuje ještě plavecký bazén (odkrytý).

## Životní prostředí

### Odpadové hospodářství
Odpadové hospodářství neodpovídá potřebám současného města, do Mukačeva jsou občas sváženy odpadky z dalších obcí. Město chtělo vybudovat závod na zpracování odpadků, nicméně toto nakonec nebylo uskutečněno. Odpadky se občas vyskytují v korytě řeky Latorica. Vznikají zde rovněž i nelegální skládky.

### Znečištění
Znečištění řeky Latorica občas dosahuje vysokých hodnot, jako prevence šíření nemocí v ní bylo zakázáno koupání nebo rybolov.

## Kultura

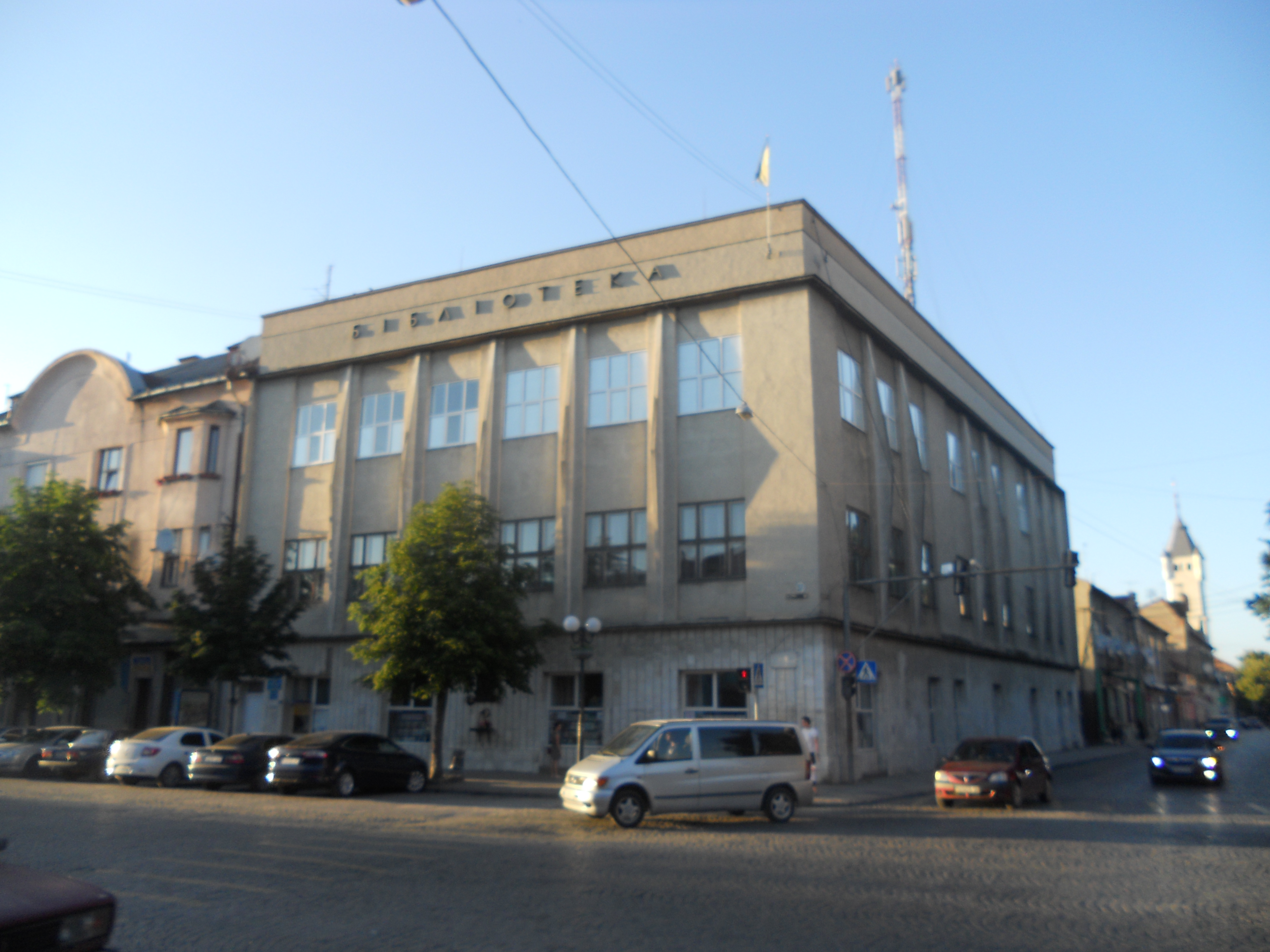
Knihovna ve středu města.

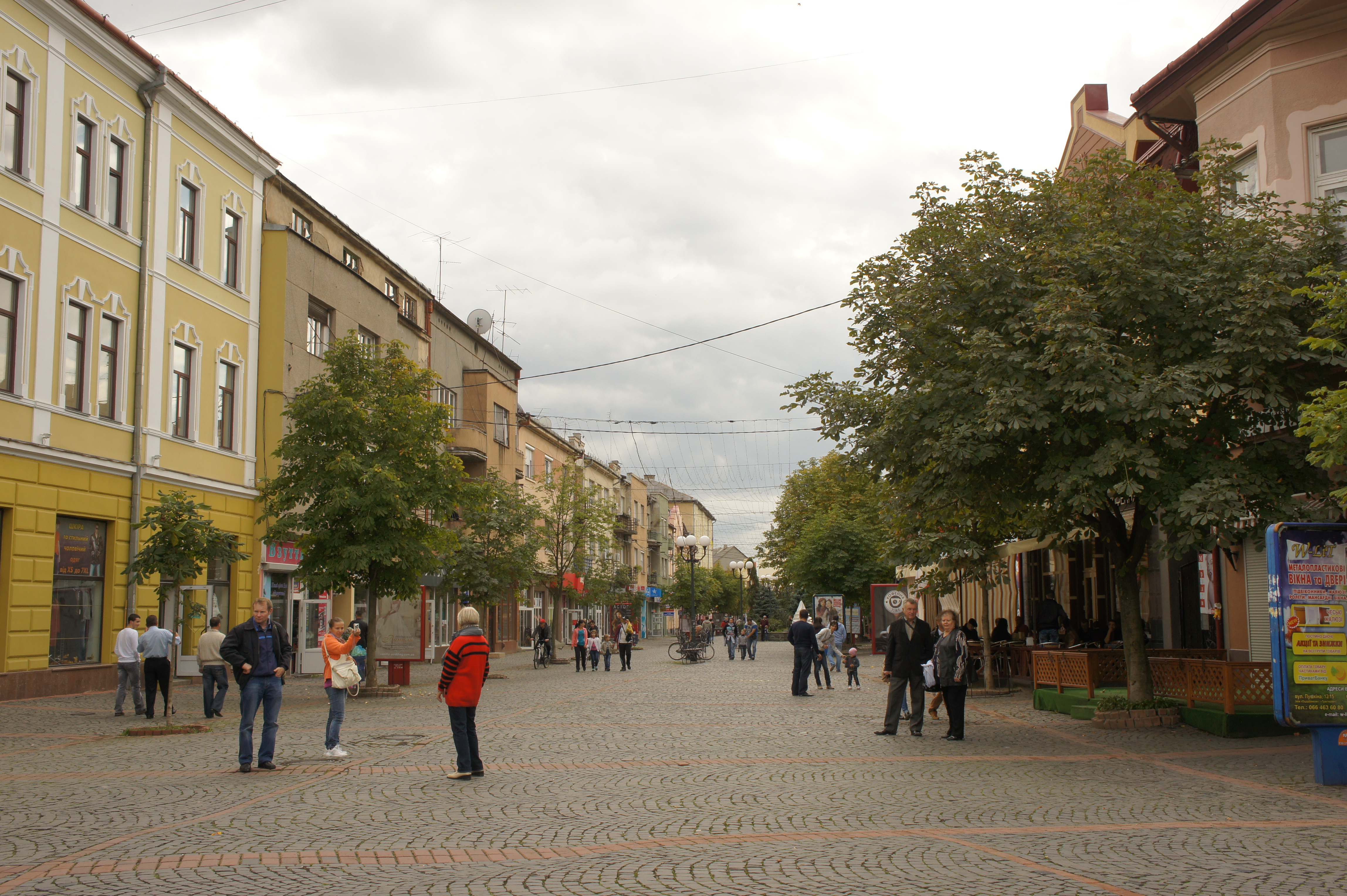
Hlavní ulice.

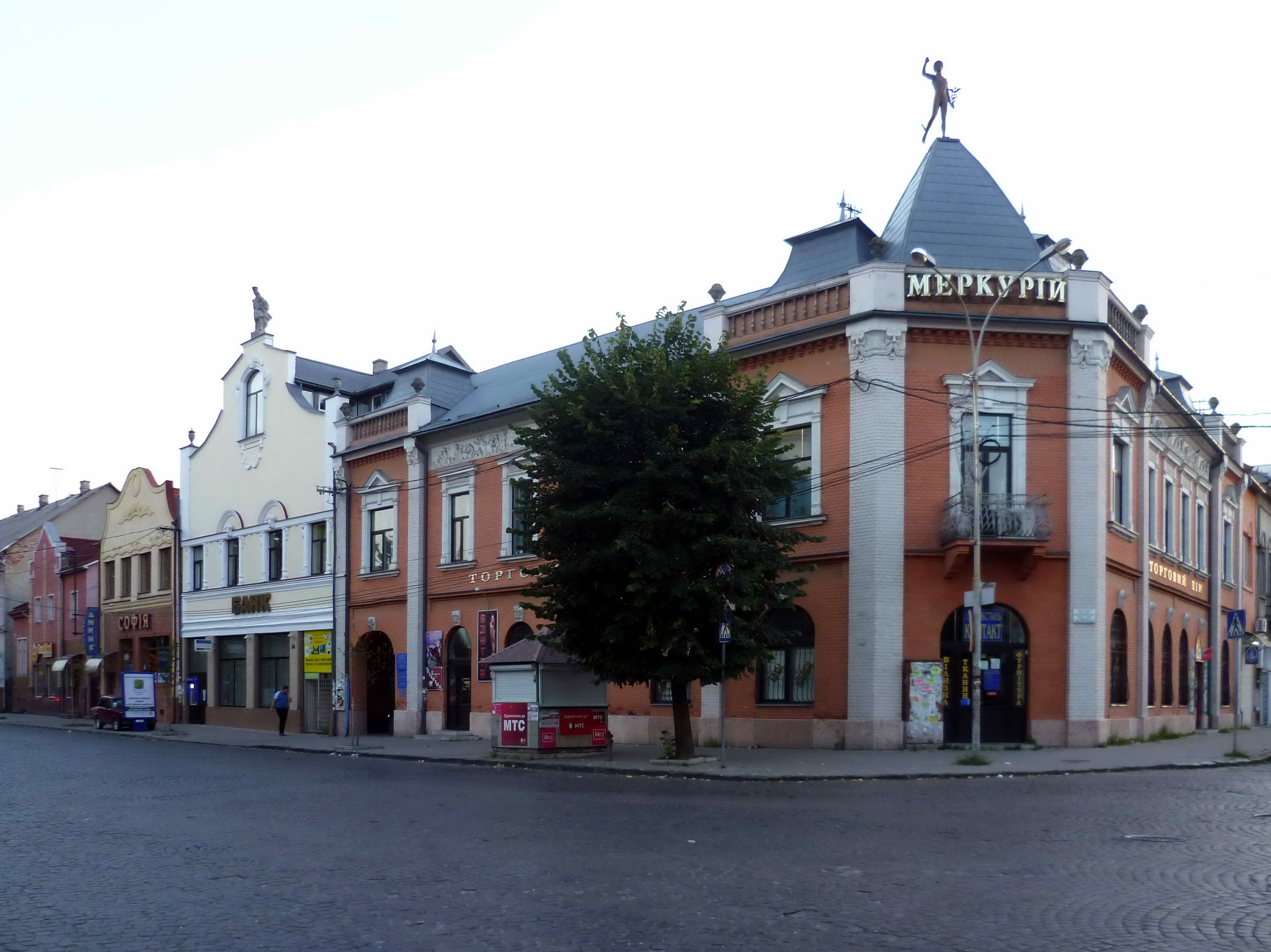
Dům Merkur.

### Kulturní instituce

#### Muzea
V hradu Palanok se nachází historické muzeum. Dalším menším ve městě je potom medový dům, který se věnuje problematice výroby medu v regionu.

#### Divadla a galerie
Na adrese Cyrila a Metoděje 1 sídlí Mukačevské dramatické divadlo, které bylo založeno roku 1947. Ve městě ale působilo divadlo již na konci 19. století.
Od roku 1995 působí v Mukačevu i výtvarná galerie.

#### Knihovny
V centru Mukačeva stojí městská knihovna ve vlastní budově.

### Kulturní památky a pamětihodnosti města
Ve městě se nachází 6 architektonických památek, 14 památek místního významu a 23 historických památek.

#### Světské stavby a památky
Mezi nejvýznamnější památky patří hrad Palanok (též Palanka, 9.–16. století), který sehrál důležitou roli v protihabsburských povstáních (17.–18. století) v přilehlém regionu. Stojí na 68 m vysokém vrcholu. Dnes se v něm nachází historické muzeum (od roku 1993), jeho součástí je i umělecká galerie. Období uherského království zde připomínala také socha turula, umístěná u jedné z vyhlídek. Později byla odstraněna.
Období rozvoje v 18. století připomíná rovněž Schönbornský palác, který se nachází v samotném středu města. Občas bývá označován jako tzv. "bílý dům". Podle jiných zdrojů bývá uváděn i pod názvy Rákócziho palác. (ukrajinsky Палац князів Ракоц). Sídlí v něm dnes dětská umělecká škola.
Z přelomu 19. a 20. století pochází mukačevská radnice.
Do roku 2022 zde stál i památník se sovětským tankem, který byl v souvislosti s válkou v dubnu 2022 odstraněn. Památník zde stál od roku 1969.  V Mukačevu se nachází také památník padlým ze sovětské války v Afghánistánu.

#### Náboženské památky
Místní kostel sv. Martina z Tours byl inspirován při své výstavbě kostely v Košicích. Dokončen byl roku 1904. Navrhl jej maďarský architekt Győző Czigler. Na místě uvedeného kostela se nacházel původně středověký chrám.
Mezi další památky patří také ženský pravoslavný monastýr svatého Mikuláše a mužský pravoslavný monastýr na počest Všech svatých.
Za zmínku stojí rovněž dřevěný kostel v ukrajinském stylu z 18. století.
Dochována je rovněž kaple sv. Josefa, která svoji současnou podobu získala v roce 1908 podle projektu Otty Sztehló. Obnovena byla roku 1976. 
Místní protestantský kostel byl postaven v roce 1795 a jeho věž byla dokončena v roce 1814.
Ve středu města je umístěn památník Cyrilovi a Metodějovi.
Mukačevo bylo též známé poměrně velkou židovskou komunitou, dnes zde žije méně než 300 Židů. Synagoga v historickém centru se dochovala.

## Ve filmu
V Mukačevu se natáčely některé scény z filmu Gadfly.

## Známé osobnosti

### Rodáci
- Mychajlo Andrella (1637–1710), ukrajinský duchovní
- Lojza Baránek (1932–2016), malíř
- Naomi Blake, rozená Zisel Dum (1924–2018), britská sochařka
- Ferenc Biletzky, maďarský jezuitský učitel
- Avigdor Hame'iri (1890-1970), izraelský spisovatel, novinář, básník a dramatik
- Jurij Jukečev, ruský učitel hudby
- Michal Jursa (1935–1983), československý fotbalový rozhodčí
- Jan Kristofori (1931–2004), malíř, galerista a grafik
- Chajim Kugel (1897–1953), sionistický aktivista, československý politik
- Mihály Munkácsy (1844–1900), maďarský realistický malíř
- Josef Nave (1928–2011), izraelský archeolog, profesor semitské epigrafie a paleografie na Hebrejské univerzitě, specialista na staré hebrejské písmo
- Rio Preisner (1925–2007), český katolický a konzervativně orientovaný pedagog, básník, filosof, spisovatel, překladatel a teatrolog
- Ludvík Ráža (1929–2000), český režisér
- Gyula Róbert Rombauer, plukovník v americké občanské válce.
- Gabriel Serdaheli (1660–1726),  teolog, vysokoškolský pedagog, náboženský spisovatel, římskokatolický kněz, jezuita
- Vilém Sole (1908–1994), rabín působící na Moravě, ve Slezsku a v Izraeli a autor odborné literatury z oborů filosofie, filosofie náboženství, židovské filosofie a biblistiky
- Ján Strausz (1942–2017), slovenský fotbalista, útočník a reprezentant Československa
- Svjatoslav Vakarčuk (* 1975), ukrajinský zpěvák a politik

### Další osobnosti
- Ondřej Bačinský (1732–1809), mukačevský řeckokatolický biskup
- Jan Josef de Camellis (1641–1706), generální prokurátor řádu basiliánů, mukačevský řeckokatolický biskup řeckého původu[53], autor prvních rusínských učebnic[54]
- Teodor Koriatovič (1331–1414), mukačevský kníže
- Tivadar Lehoczky (1830–1915), archeolog, etnograf a historik, zakladatel mukačevského muzea
- František II. Rákóczi (1676–1735), sedmihradský kníže, vůdce neúspěšného protihabsburského uherského povstání v letech 1703–1711
- Jaroslav Rejžek (1884–1950), československý legionář, důstojník československé armády
- Imrich Tököly (1657–1705), sedmihradský kníže,  vůdce protihabsburského stavovského povstání, přezdívaný svými současníky slovenský král nebo kurucký král
- Helena Zrínská (1643–1703), manželka Františka I. Rákocziho (a po něm Imricha Tökölyho) a matka Františka II. Rákócziho

## Partnerská města
Mukačevo má jako partnerská následující města:
- Prešov, Slovensko
- Humenné, Slovensko
- Kisvárda, Maďarsko
- Mátészalka, Maďarsko
- Nyírmeggyes, Maďarsko
- Dabas, Maďarsko
- Celldömölk, Maďarsko
- Eger, Maďarsko
- I. obvod, Budapešť, Maďarsko
- Mielec, Polsko
- Pelhřimov, Česko
- Pag, Chorvatsko
- Senta, Srbsko
- Subotica, Srbsko